# Reisdorf
Reisdorf (luxemburguès Reisduerf, alemany Reisdorf) és una comuna i vila al nord-est de Luxemburg, que forma part del cantó de Diekirch. Comprèn les viles de Reisdorf, Bigelbach, Hoesdorf i Wallendorf-Pont.

## Població
| Nacionalitat   | Població | %      |
| -------------- | -------- | ------ |
| luxemburguesos | 562      | 75,84% |
| Forasters      | 179      | 24,16% |
| - portuguesos  | 68       | 9,18%  |
| - francesos    | 7        | 0,94%  |
| - italians     | 4        | 0,54%  |
| - belgues      | 18       | 2,43%  |
| - alemanys     | 22       | 2,97%  |
| - iugoslaus    | 26       | 3,51%  |
| - altres       | 34       | 4,59%  |

## Evolució demogràfica
| Any        | Població |
| ---------- | -------- |
| 15/02/2001 | 741      |
| 01/01/2002 | 752      |
| 01/01/2003 | 795      |
| 01/01/2004 | 810      |
| 01/01/2005 | 854      |